# Cécilia Attias
Cécilia Attias, de soltera Cécilia María Sara Isabel Ciganer Albéniz (Boulogne-Billancourt, França; 12 de novembre de 1957), fou la dona i més propera col·laboradora de Nicolas Sarkozy com a ministre francès.
El seu pare, un zíngar jueu, André Ciganer, fill de terratinents i natural de Beltsy, a l'actual Moldàvia, fugí del seu país quan prengueren el poder els soviètics, que mataren la seva família. El seu cognom "Ciganer" no era el seu nom original (Txuganov), però se'l canvià per reflectir la seva etnicitat (Ciganer significa "gitano"). Amic de Joseph Kessel, s'instal·là a París com a pelleter al carrer de François I, i més tard a la plaça Beauvau. La seva mare, l'espanyola Teresita (Diane) Albéniz, era filla de l'ambaixador belga a França i besneta del compositor Isaac Albéniz. És cosina segona de l'alcalde de Madrid Alberto Ruiz-Gallardón.
Després del seu batxillerat, estudià dret. Feu petits treballs, en comunicació d'empreses, o com mannequin cabine per Schiaparelli.
Passà a ser adjunta parlamentària de René Touzet, senador de la província d'Indre, pel grup polític de la Gauche démocratique (esquerra democràtica), i amic del seu germà.
Conegué Jacques Martin, l'animador principal de l'École des fans, hi treballà i s'hi casà el 10 d'agost de 1984.
Conegué Nicolas Sarkozy, quan tenia dues filles de sis mesos i dos anys i mig. Aconseguí el divorci en quatre mesos (1989), i es casà amb ell a Neuilly-sur-Seine el 23 d'octubre de 1996. Tenen un fill, Louis.
Arribà a ser molt coneguda com a col·laboradora dels càrrecs ministerials del seu marit des del 2002. Per no crear polèmica sobre treballs ficticis, Sarkozy aclarí que la seva dona no cobrava pel seu treball. Només vivien amb els diners de Nicolas.
Al maig del 2005, durant la campanya del referèndum francès sobre la Constitució Europea, no aparegué al costat del seu marit. Els mitjans de comunicació francesos publicaren el rumor que tenien problemes conjugals. En altres parts d'Europa, diaris com Le Matin de Suïssa i La Libre Belgique publicaren més informacions, i indicaren que se n'havia anat amb Richard Attias. Alhora corria el rumor que el seu aleshores marit mantenia relacions amb la periodista francesa Anne Fulda.
Un article censurat del Journal du dimanche revelà l'abstenció de Cécilia Sarkozy a la segona volta de les eleccions presidencials franceses del 2007. La informació fou publicada per Rue89.com.
La premsa francesa indicà a l'octubre del 2007 que el seu divorci de Nicolas Sarkozy es produí el 15 d'octubre del 2007, tot i que fou confirmat el 18 d'octubre, a causa d'una estratègia de comunicació relacionada amb el dia de vaga nacional i mitjançant un escarit comunicat de l'Elisi que informava que s'havien iniciat els tràmits de separació.
Cécilia ha estat des d'aleshores en una relació amb Richard Attias, director general de Publicis Events.